# Bo Ekman
Bo Ragnar Dag Ekman (Gävle, Suecia, 23 de junio de 1937) es un empresario sueco y fundador de la Fundación Tällberg.
Bo Ekman es hijo del protopresbítero Henrik Ekman e Ingegerd Lundström, y hermano de Stig Ekman.
Bo Ekman obtuvo la licenciatura en Ciencias Políticas (Economía Empresarial) en la Universidad de Uppsala en 1963 y se convirtió en licenciado en Filosofía en 1967. También estudió en el Programa Internacional Avanzado de Gestión en el Centre d'Études Industrielles en Ginebra en 1976.
Ekman fundó el Grupo de Gestión Sifo (incluyendo Sifo), fue jefe de planificación corporativa de Volvo y director de formación en Skandia. Tras su jubilación, ha trabajado como conferencista y escritor en diversos campos, como el análisis empresarial y el desarrollo estratégico.
Desde 1996, Ekman es miembro de la Real Academia de Ciencias de la Ingeniería. En 2008, fue nombrado por el periódico Aftonbladet como la 85ª persona más influyente de Suecia. El 2 de julio de 2000, fue presentador de verano en Sveriges Radio P1.